# Franz Xaver Schlecht
Franz Anton Xaver Schlecht (* um 1730 in Wemding; † 1782 in Eichstätt) war ein deutscher Musiker und Komponist. 

## Leben
Schlecht war der jüngere Bruder des späteren Abtes Robert Schlecht der Reichsabtei Salem. Über seine Kindheit und Jugend ist wenig bekannt. Er studierte an der Universität Salzburg Theologie und Rechtswissenschaften; später gab er letzteres zugunsten eines Musikstudiums auf. 
Nach erfolgreichem Abschluss seiner Studien kam er nach Eichstätt, wo er bis an sein Lebensende als Regens Chori am dortigen Dom wirkte. Als solcher komponierte er überwiegend instrumentale Musik (Kirchenmusik) und war u. a. auch für den Kirchenchor zuständig. Wahrscheinlich war Schlecht auch Angehöriger des Eichstätter Domkapitels. 
Schlecht starb 1782 in Eichstätt und fand dort auch seine letzte Ruhestätte. 

## Werke (Auswahl)
- Lacte candidior (Weihnachtsoffertorium).
- Lauretanische Litanei.

## Medien
- Musik aus oberschwäbischen Klöstern. 1998 (1 CD).